# Giéville
Giéville est une ancienne commune française du département de la Manche et la région Normandie, devenue le 1er janvier 2016 une commune déléguée au sein de la commune nouvelle de Torigny-les-Villes.
Elle est peuplée de 693 habitants.

## Géographie
La commune est en pays saint-lois. Son bourg est à 3 km au sud de Torigni-sur-Vire et à 8,5 km au nord-est de Tessy-sur-Vire.
Plusieurs routes départementales parcourent le territoire communal, dont deux se rejoignent dans le bourg de Torigni-sur-Vire au nord : la D 13 qui permet au sud-ouest de retrouver Domjean et Tessy-sur-Vire, et la D 974 (ancienne route nationale 174 qui va vers Vire au sud. Situé entre les deux, le bourg en est relié par la D 558. Empruntant partiellement la D 974, celle-ci se prolonge à l'est vers Saint-Symphorien-les-Buttes. Partant de la D 974 à l'est, la D 186 et la D 86 qui la rejoint permettent de prendre la direction du Bény-Bocage vers le sud-est. L'accès à l'A84 (sortie 40) est à 5,5 km au sud à Guilberville.
Giéville est dans le bassin de la Vire. Son affluent la rivière de Jacre délimite le territoire au sud-ouest et son bassin occupe la partie sud du territoire. La Jacre rejoint la Vire sur la commune voisine Domjean. La partie nord-est est dans le bassin du Hamel, autre affluent de la Vire, qui rejoint le fleuve côtier à Condé-sur-Vire. Un court affluent direct de la Vire draine les eaux du nord-ouest et la rejoint également à Condé-sur-Vire.
Le point culminant (150 m) se situe en limite est, sur les pentes de la Hogue, près du lieu-dit la Tête Marie. Le point le plus bas (53 m) correspond à la sortie de la Vire du territoire, à l'ouest. La commune est bocagère.
Le climat est océanique, comme dans tout l'Ouest de la France. La station météorologique la plus proche est Caen-Carpiquet, à 43 km, mais Granville-Pointe du Roc est à moins de 50 km. Le Saint-Lois s'en différencie toutefois pour la pluviométrie annuelle qui, à Giéville, avoisine les 950 mm.
Les lieux-dits sont, du nord-ouest à l'ouest, dans le sens horaire : les Claveteries, les Landes, les Bouillons, les Mauvinières, Norolles, la Guillardière, Putot, la Bigne (au nord), la Govinière, les Vallées, la Pavé, l'Oiselière, la Bouletière, la Conterie (à l'est), le Champ Savin, la Tête Marie, la Détourbe, la Filerie, le Pont du Mesnil, la Lande, les Montagnes, la Castelière, la Buquerie, la Bourgaie (au sud), le Haut des Chasses, la Beaudrie, la Françaiserie, le Bosq, les Canneveries, la Croix, la Hogues, la Tanquellerie, le Pont de Jacre, le Haut Hamel (à l'ouest), la Touperie, le Chêne à Rots, la Brandonnière, les Quimbins, la Harivellerie, la Carpentrie et la Gardinière.
| Brectouville (comm. nouv. de Torigny-les-Villes)          | Torigni-sur-Vire (comm. nouv. de Torigny-les-Villes) | Saint-Amand (comm. nouv. de Saint-Amand-Villages)                                                   |
| Brectouville (comm. nouv. de Torigny-les-Villes), Domjean | Giéville                                             | Saint-Amand (comm. nouv. de Saint-Amand-Villages), Guilberville (comm. nouv. de Torigny-les-Villes) |
| Domjean                                                   | Saint-Louet-sur-Vire                                 | Guilberville (comm. nouv. de Torigny-les-Villes)                                                    |

## Toponymie
Le toponyme est attesté sous les formes Guyevilla en 1350 (Pouillé Bayeux), Guyville en 1375, Guieville en 1406 et 1434.
Il s'agit d'une formation toponymique en -ville au sens ancien de « domaine rural ». Le premier élément Gié- représente vraisemblablement un anthroponyme selon le cas général.
Bien que le Giéville soit situé au nord de la ligne Joret, c'est la forme française en g- [ʒ] qui s'est imposée aux dépens de la forme normande en gu- [g] bien attestée jusqu'à époque récente dans les Guieville. Il n'y a pas unanimité chez les spécialistes pour expliquer l'élément Guie-.
Albert Dauzat y voit le nom de personne germanique occidental Gero, tandis qu'Ernest Nègre évoque Giddo, François de Beaurepaire préfère ne pas se prononcer, suivi en cela par René Lepelley.
Le gentilé est Giévillais.

## Histoire
Le 1er janvier 2016, Giéville intègre avec trois autres communes la commune de Torigny-les-Villes créée sous le régime juridique des communes nouvelles instauré par la loi no 2010-1563 du 16 décembre 2010 de réforme des collectivités territoriales. Les communes de Brectouville, Giéville, Guilberville et Torigni-sur-Vire deviennent des communes déléguées et Torigni-sur-Vire est le chef-lieu de la commune nouvelle.

## Politique et administration
| Période                                                                                                  | Période       | Identité               | Étiquette | Qualité             |
| --- | ------------- | ---------------------- | --------- | ------------------- |
| …1792 | 1793…         | Jean Fémal             |           |                     |
| …1795 | 1797          | Guillaume Bossard      |           |                     |
| 1797 | 1798          | Charles N. Collette    |           |                     |
| 1798 | 1799          | Pierre Gardin          |           |                     |
| 1799 | 1816          | François Fémal         |           |                     |
| 1816 | 1827          | Étienne François Mette |           |                     |
| 1827 | 1831          | Pierre Pommier         |           |                     |
| 1831 | 1846          | Charles Mette          |           |                     |
| 1846 | 1875          | Pierre Massier         |           |                     |
| 1875 | 1879          | Pierre Lepage          |           |                     |
| 1879 | 1884          | Jean-Baptiste Letot    |           |                     |
| 1884 | 1892          | Euthime Joseph Pommier |           |                     |
| 1892 | 1899          | Jean-Hippolyte Massier |           |                     |
| 1899 | 1928          | Jean François Pommier  |           |                     |
| 1929 | 1930          | Charles Pagnon         |           |                     |
| 1931 | 1934          | Désiré Laurent         |           |                     |
| 1935 | 1945          | Louis Octave Mourocq   |           |                     |
| 1946 | 1956          | Louis Leredde          |           |                     |
| 1956 | 1977          | Henri Rose             |           | Agriculteur         |
| 1977 | 1989          | Guy Lacour             |           |                     |
| 1989 | juin 1995     | Henri Rose             |           | Agriculteur         |
| juin 1995                                                                                                | décembre 2006 | Guy Lacour             |           |                     |
| mars 2007                                                                                                | décembre 2015 | Dominique Rose         | SE        | Exploitant agricole |
| Une partie des données est issue de liste issue de l'ouvrage "601 communes et lieux de vie de la Manche" |               |                        |           |                     |

Le conseil municipal était composé de quinze membres dont le maire et deux adjoints. Ces conseillers intègrent au complet le conseil municipal de Torigny-les-Villes le 1er janvier 2016 jusqu'en 2020 et Dominique Rose devient maire délégué.
| Période      | Période  | Identité       | Étiquette | Qualité                  |
| ------------ | -------- | -------------- | --------- | ------------------------ |
| janvier 2016 | mai 2020 | Dominique Rose | SE        | Exploitant agricole      |
| mai 2020     | En cours | Bruno Garnier  | SE        | Chef d'équipe à la DirNO |

## Démographie
En 2021, la commune comptait 693 habitants. Depuis 2004, les enquêtes de recensement dans les communes de moins de 10 000 habitants ont lieu tous les cinq ans (en 2008, 2013, 2018, etc. pour Giéville) et les chiffres de population municipale légale des autres années sont des estimations.
Giéville a compté jusqu'à 848 habitants en 1806.
| 1793 | 1800 | 1806 | 1821 | 1831 | 1836 | 1841 | 1846 | 1851 |
| ---- | ---- | ---- | ---- | ---- | ---- | ---- | ---- | ---- |
| 797  | 737  | 848  | 795  | 731  | 785  | 783  | 762  | 779  |

| 1856 | 1861 | 1866 | 1872 | 1876 | 1881 | 1886 | 1891 | 1896 |
| ---- | ---- | ---- | ---- | ---- | ---- | ---- | ---- | ---- |
| 702  | 690  | 682  | 647  | 649  | 593  | 580  | 578  | 557  |

| 1901 | 1906 | 1911 | 1921 | 1926 | 1931 | 1936 | 1946 | 1954 |
| ---- | ---- | ---- | ---- | ---- | ---- | ---- | ---- | ---- |
| 555  | 580  | 553  | 499  | 530  | 518  | 575  | 516  | 536  |

| 1962 | 1968 | 1975 | 1982 | 1990 | 1999 | 2008 | 2013 | 2018 |
| ---- | ---- | ---- | ---- | ---- | ---- | ---- | ---- | ---- |
| 509  | 508  | 457  | 556  | 618  | 587  | 653  | 704  | 675  |

| 2019 | - | - | - | - | - | - | - | - |
| ---- | - | - | - | - | - | - | - | - |
| 679  | - | - | - | - | - | - | - | - |

## Lieux et monuments
- Église Saint-Martin des XIVe, XVIIIe – XIXe siècles. Clocher du XVIIIe. Elle abrite une Vierge à l'Enfant (XVe) et une verrière (XXe) de Charles Lorin.

C'est l'abbé de Cerisy qui avait le patronage de l'église.

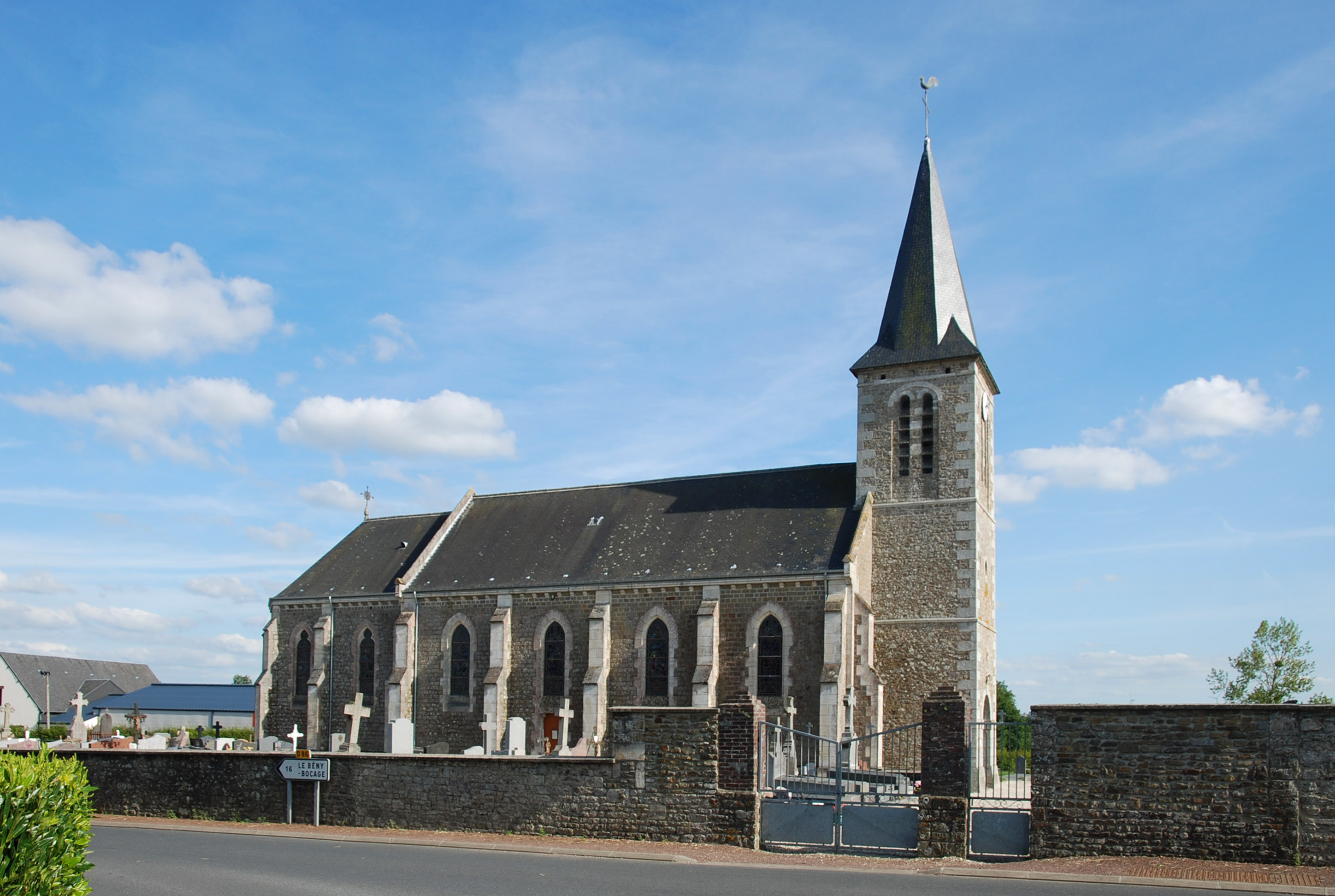
L'église Saint-Martin de Giéville.
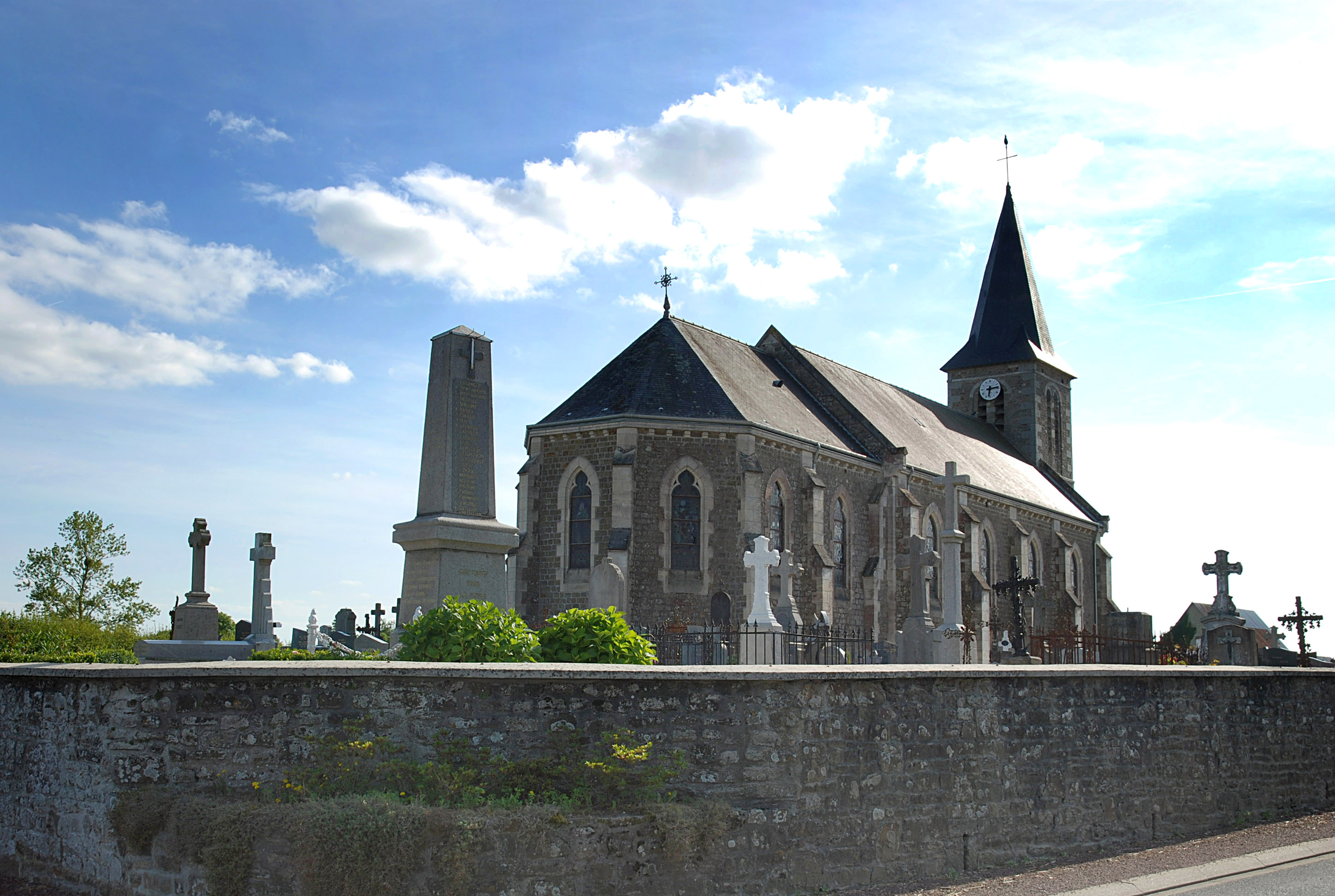
L'église Saint-Martin et le monument aux morts.
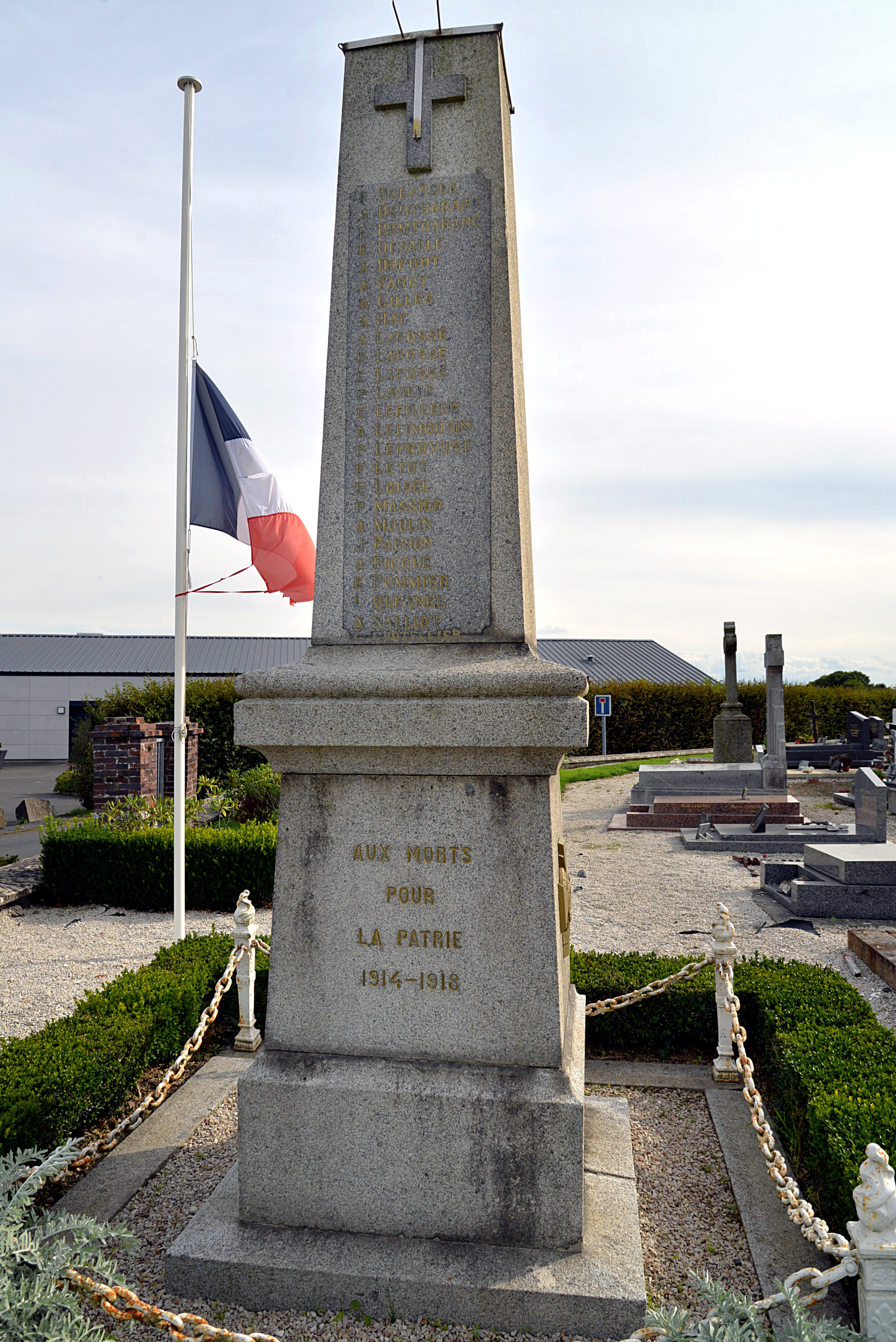
Le monument aux morts.

## Activité et manifestations
Le Quarteron's-club forme et participe régulièrement à des compétitions d'agility.